# Wajir (hạt)
Hạt Wajir là một hạt thuộc tỉnh Đông Bắc ở Kenya. Theo điều tra dân số ngày 24 tháng 8 năm 1999, hạt này có dân số 319261 người. Hạt Wajir có diện tích 55501 km². Hạt lỵ đóng tại Wajir.